# Mesamotura
Mesamotura is een geslacht van vliesvleugeligen uit de familie Pteromalidae. De wetenschappelijke naam van dit geslacht is voor het eerst geldig gepubliceerd in 1925 door Girault.

## Soorten
Het geslacht Mesamotura omvat de volgende soorten:
- Mesamotura aeschyli Girault, 1927
- Mesamotura aristophani Girault, 1925
- Mesamotura corticis Girault, 1926
- Mesamotura keatsi Girault, 1927